# Leviellus thorelli
Leviellus thorelli là một loài nhện trong họ Araneidae.
Loài này thuộc chi Leviellus. Leviellus thorelli được miêu tả năm 1871 bởi Ausserer.